# 水手9號

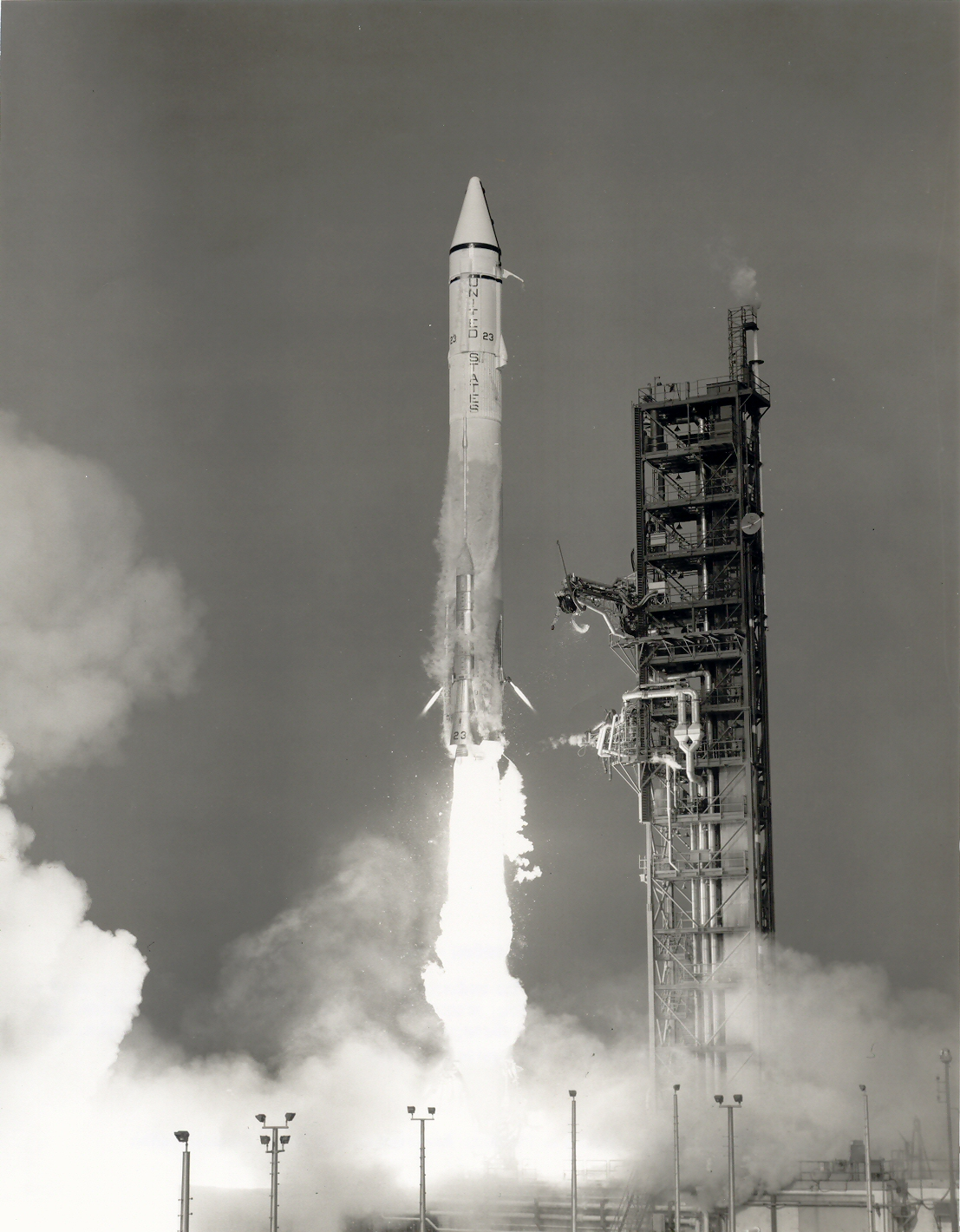
Mariner 9 launch

水手9號 是NASA的太空探測衛星，用於探索火星，也是水手號計劃的一部份。水手9號於1971年5月30日發射飛向火星，並於同一年11月14日抵達，成為第一個環繞除了地球以外第一顆行星的太空船——僅僅小幅度領先蘇聯的火星2號及火星3號，它們也都在一個月之內抵達。經過好幾個月的沙塵暴後它終於傳回令人驚訝的地表清晰照片。

## 目標
水手9號設計為延續進行從水手6號及水手7號的大氣研究，並且繪製超過70%火星地表，以之前火星任務都未有的最低高度（1500公里）及最高解析度（1公里/像素 x 100公尺/像素）。紅外線輻射計用來偵測熱源做為火山活動的證據。兩個火星的衛星也同時被分析。水手9號最後超越它的設計目標。

## 成就

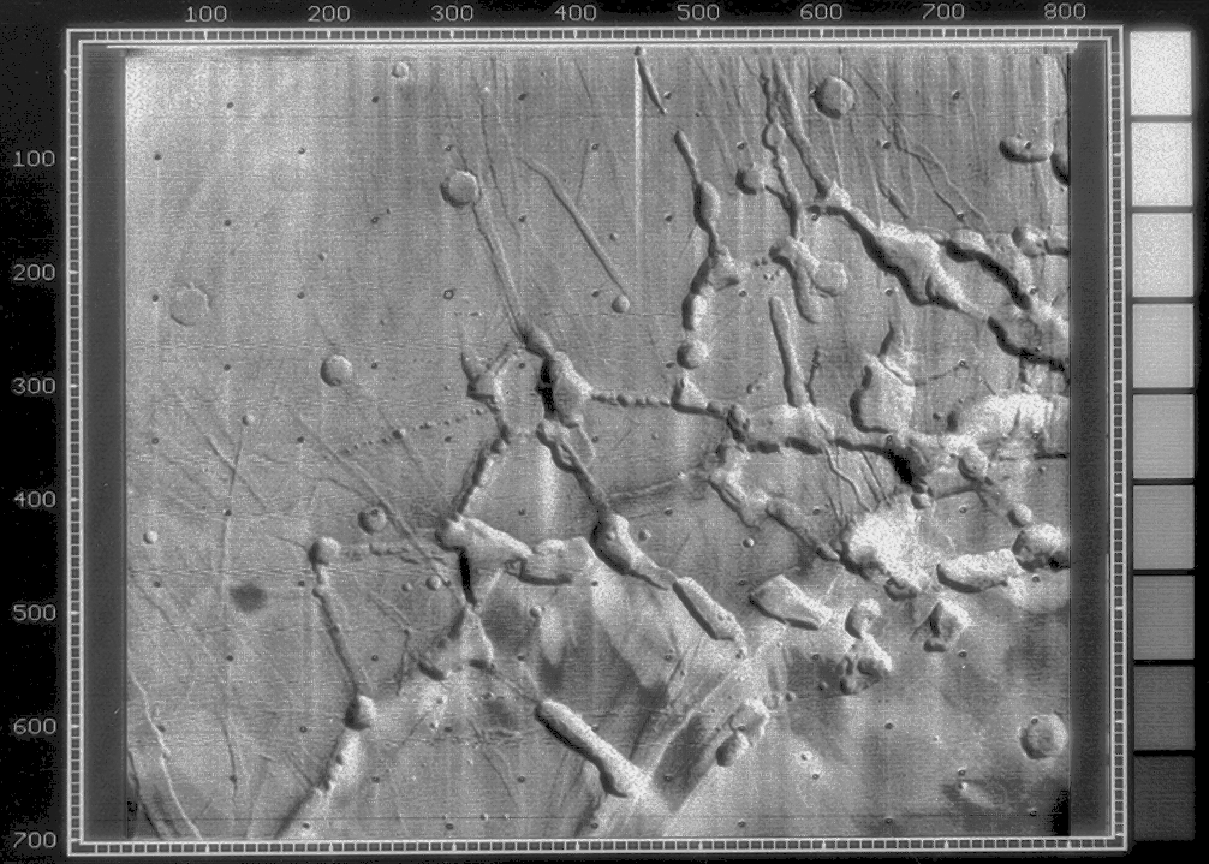
水手9號所觀察到的水手谷西部─諾克提斯迷宮

水手9號為第一艘環繞地球以外行星的太空船。它攜帶的儀器酬載與水手6號及7號相似，但因為控制太空船進入火星軌道需要較大的推進系統，它的重量比水手6號及水手7號加起來還重。 
當水手9號抵達火星時，大氣佈滿了灰塵使地表模糊不清，使得蘇聯在一個月後到達時的登陸任務沒有很成功。
水手9號的電腦因此由地球規劃暫停繪製地表直到幾個月後沙塵暴停止。總計在軌道上349天，水手9號傳送了7,329張照片，涵蓋了超過80%的火星地表。照片揭露了河床、隕石坑、巨大的死火山（如奧林帕斯山，太陽系中最大的已知火山）、峽谷（包括水手谷，超過4,000公里長）、風與水的侵蝕作用及沉澱、鋒面、霧以及其它。火星的兩個小衛星佛伯斯及帝摩斯也有照相。水手9號任務的發現成為了後來維京人計劃的基礎。
巨大的水手谷峽谷系統因水手9號的成就而命名。
在用完姿勢控制氣體後，太空船於1972年10月27日結束運作。

## 建造
水手9號上的紫外線光譜儀由科羅拉多大學博爾德分校的大氣太空物理實驗室所建造。

## 目前位置
水手9號目前仍在火星軌道上，至少到2022年都能保持穩定軌道，之後這艘太空船將會進入火星大氣層中。

## 參閱
- 火星探測
- 太空探索
- 非載人宇宙飛船
- 太陽系探測器列表

## 外部連結
- NSSDC Master Catalog: Spacecraft - Mariner 9
- NASA-JPL Guide to Mariner 9